# Megan e Liz
Megan e Liz (virtualmente estilizado como Megan & Liz) é uma dupla de cantoras composta de irmãs gêmeas fraternas, Megan e Liz Mace, de Edwardsburg, Michigan. Ambas são compositoras, e Megan é guitarrista.

## Início da vida
Megan McKinley Mace e Elizabeth Morgan Mace nasceram em 21 de novembro de 1992, em South Bend, Indiana, filho de Randy Mace e Mary Miars. Elas cresceram em Edwardsburg, Michigan e com quinze anos se mudaram para Nashville. Megan é a irmã mais velha por um minuto. Seus pais se divorciaram quando as gêmeas tinham três anos, até o final de 2012 as meninas viviam com sua mãe, mas atualmente moram em Los Angeles.

## Vida pessoal
Ambas as meninas estudaram na Edwardsburg High School em Michigan, onde as duas eram líderes de torcida. Após a sua deslocalização para o Tennessee, elas voltaram para Michigan para se formar com a sua classe, em junho de 2011. Liz toca um pouco de piano e atualmente está tentando aprender a tocar violão em seu tempo livre. Ela também é uma vegetariana. Ela está atualmente namorando Cameron Montgomery, um técnico de guitarra da banda Hot Chelle Rae e irmão mais novo do guitarrista do The Summer Set, Josh Montgomery. As gêmeas já fizeram várias parcerias com outros músicos que expõem seu trabalho no YouTube como Boyce Avenue, Tiffany Alvord e Max Schneider. Algumas inspirações das gêmeas Mace incluem Taylor Swift, Beyoncé, Demi Lovato, Katy Perry, Aly & AJ e Christina Grimmie.
As gêmeas também fazem muitos trabalhos beneficentes. Elas uniram-se com a marca Friskies e levantaram US $ 1.000 para os Amigos de Dearborn Animal Shelter durante a temporada de férias 2010. A doação foi concedida quando o seu video jingle de férias ultrapassou 100.000 visualizações depois de 18 dias. Em maio de 2011, as irmãs se mudaram para Nashville, Tennessee, para buscar oportunidades na música. Elas agora lançam seus singles através de seu canal no YouTube. A dupla também tem um canal de beleza no YouTube, onde elas postam vídeos que se concentram em cabelo, maquiagem e estilo, bem como aspectos da beleza interior. Em Junho de 2012, Megan & Liz entraram para a campanha Contra Bullying. Elas realizaram um concerto beneficente em Nova York em 20 de julho 2012, juntamente com Hot Chelle Rae.

### Covers (mais visualizados)
- "Rhythm of Love"  (Plain White T's cover)
- "Grenade"  (Bruno Mars cover)
- "Just a Kiss"  (Lady Antebellum cover)
- "Hummingbird Heartbeat"  (Katy Perry cover)
- "California King Bed"  (Rihanna cover)
- "Enchanted"  (Taylor Swift cover)
- "How to Love"  (Lil Wayne cover)
- "Best Thing I Never Had"  (Beyoncé cover)
- "Skyscraper"  (Demi Lovato cover)
- "Love You Like a Love Song"  (Selena Gomez & the Scene cover)
- "Wannabe"  (feat. Tiffany Alvord) (Spice Girls cover)
- "Stereo Hearts"  (Gym Class Heroes cover)
- "I Like It Like That"  (Hot Chelle Rae cover)
- "Domino"  (Jessie J cover)
- "What Makes You Beautiful"  (One Direction cover)
- "Good Girl"  (Carrie Underwood cover)
- "Payphone"  (Maroon 5 cover)
- "Honestly"  (Hot Chelle Rae cover)
- "Lights"  (Ellie Goulding cover)
- "Want U Back"  (Cher Lloyd cover)
- "As Long As You Love Me  (Justin Bieber cover)
- "Last Kiss"  (feat. Boyce Avenue) (Taylor Swift cover)
- "Call Me Maybe"  (feat. Max Schneider) (Carly Rae Jepsen cover)
- "19 You+Me"  (Dan&Shay cover)
- "A Thousand Years"  (feat. Paradse Fears) (Christina Perri cover)
- "What Makes You Beatiful"  (One Direction cover)
- "We Are Never Ever Getting Back Together"  (Taylor Swift cover)

### Músicas Originais
- "Release You"
- "6th Sense"
- "Do I Drive You Crazy"
- "Need Your Poison"  (featuring Memphis High)
- "All We Have Again"
- "Happy Never After"
- "Rest of You"
- "Maybe, Possibly 2.0"
- "Here I Go"
- "Run Away"
- "World's Gunna End"
- "Are You Happy Now?"
- "It's Christmas Time"
- "Old School Love"
- "A Girl's Life"
- "Princess Charming"
- "Long Distance"
- "Bad for Me"
- "A Better Me"
- "Night Of Our Lives"
- "Closer To Me
- "Stars"  (feat. One Arm Train)
- "In The Shadows Tonight"
- "Boys Like You"
- "Happy Birthday"
- "To Be Wanted"  (feat. Plug In Stereo)
- "That Ghost"